# Fader vår och Fader min
Fader vår och Fader min är en psalm med text skriven 1948 av Gulli Lundström-Michanek. Musiken är skriven 1991 av Stefan Lindblad.

## Publicerad som
- Nr 814 i Psalmer i 90-talet under rubriken "Fader, Son och Ande".